# Эль-Абаденго
Эль-Абаденго (исп. El Abadengo)  — район (комарка) в Испании, входит в провинцию Саламанка в составе автономного сообщества Кастилия и Леон.

## Муниципалитеты
1. Аигаль-де-лос-Асейтерос
2. Баньобарес
3. Бермельяр
4. Серральбо
5. Фуэнтелианте
6. Инохоса-де-Дуэро
7. Ла-Фрехенеда
8. Ла-Редонда
9. Лумбралес
10. Ольмедо-де-Камасес
11. Сан-Фелисес-де-лос-Гальегос
12. Собрадильо
13. Вильявьеха-де-Ельтес
14. Богахо